# 궁예도성
궁예도성(弓裔都城) 또는 궁예성지(弓裔城址)는 강원특별자치도 철원군 철원읍 홍원리 풍천원(楓川原) 일대에 있는 태봉국의 도성 터이다. 905년에 궁예가 송악에서 철원으로 도읍을 옮긴 후 918년 왕건에 의해 폐위당할 때까지 사용되었다.
현재는 군사분계선에 의해 남북으로 반씩 나뉘어 비무장지대 내에 위치하고 있기 때문에 양측 학계 모두 조사를 하지 못하고 있는 실정에 있으며, 경원선에 의해 동서로도 나뉘어 있다.
성터 남문 부근에 있던 석등 2기는 일제강점기에 국보 118호에 지정되었지만, 한국 전쟁(1950년 - 1953년)을 거치면서 소재 불명 상태에 있다.

## 같이 보기
- 풍납토성
- 경주 동궁과 월지
- 국내성
- 만월대